# Augustus John
Augustus Edwin John né à Tenby (Pays de Galles) le 4 janvier 1878 et mort à Fordingbridge (Angleterre) le 31 octobre 1961 est un peintre, dessinateur et graveur britannique.

## Biographie
Autour de 1910, Augustus John participe de façon importante au postimpressionnisme en Angleterre, en faisant partie du Camden Town Group, fondé par Walter Sickert.
Plusieurs œuvres d'Augustus John sont conservées à la National Portrait Gallery de Londres, parmi lesquelles un portrait de lady Ottoline Morrell et deux portraits de Lawrence d'Arabie, l'un sur toile et l'autre au crayon.
La liaison entre Ottoline Morrell et Augustus John a été évoquée en France au moment de l'achat de l'anneau présumé de Jeanne d'Arc par le Puy du Fou le 26 février 2016.
Il est élu membre de la Royal Academy (RA) le 5 décembre 1928 et devient membre de l'ordre du Mérite britannique (OM) en 1942.
Sa sœur Gwen John est également peintre. Augustus John est un proche et collègue de l'artiste Rose Mead.

## Publications
- (en) Chiaroscuro, Fragments of Autobiography, Londres, Readers Union Jonathan Cape, 1954.
- (en) Finishing Touches, édité et préfacé par Daniel George, Londres, Readers Union Jonathan Cape, 1966.